# Bladkrabbspindel
Bladkrabbspindel (Diaea dorsata) är en spindelart som först beskrevs av Fabricius 1777.  Bladkrabbspindel ingår i släktet Diaea och familjen krabbspindlar. Enligt den finländska rödlistan är arten nära hotad i Finland. Arten är reproducerande i Sverige. Artens livsmiljö är friska och lundartade moar. Inga underarter finns listade.

## Bildgalleri

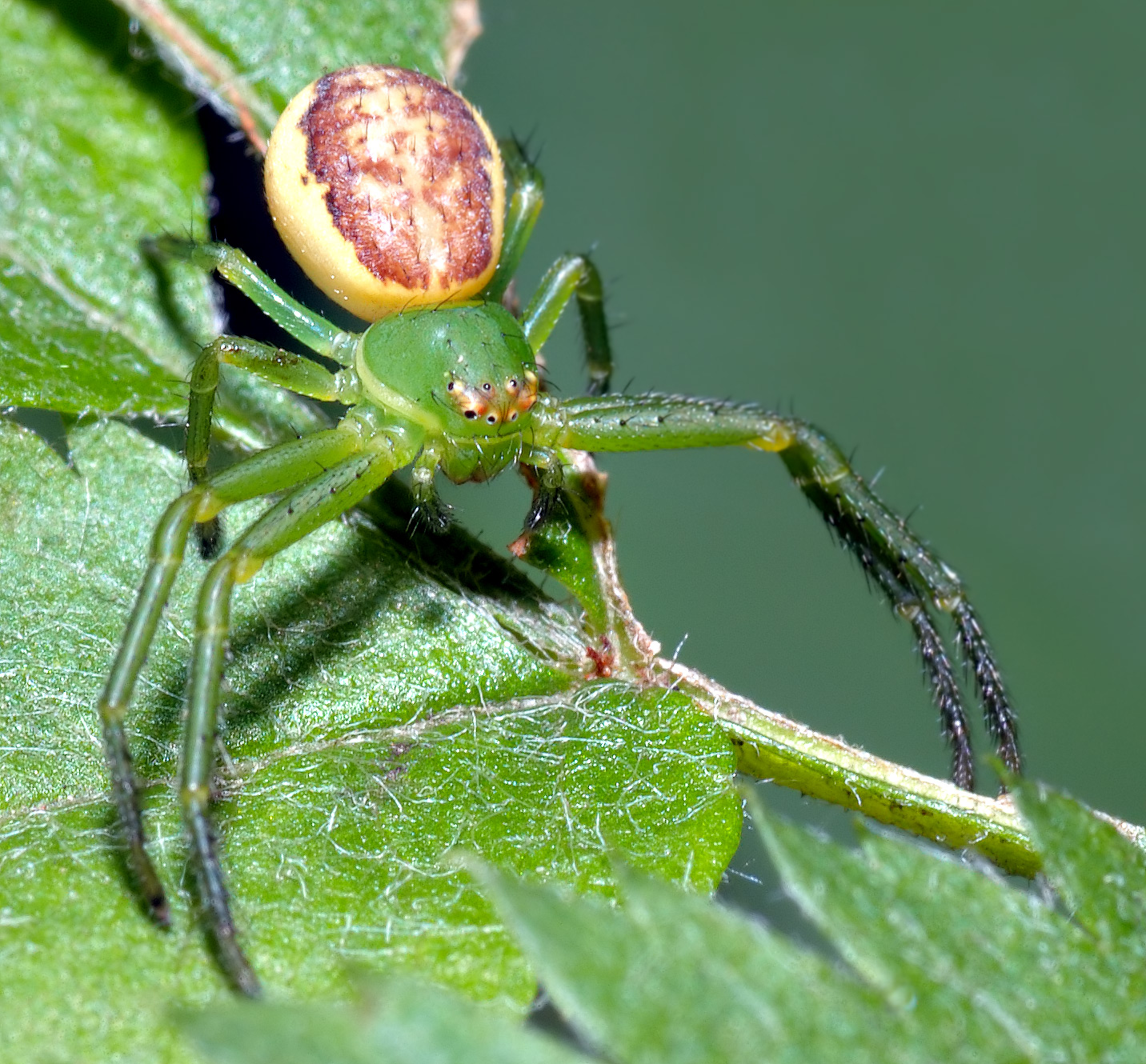
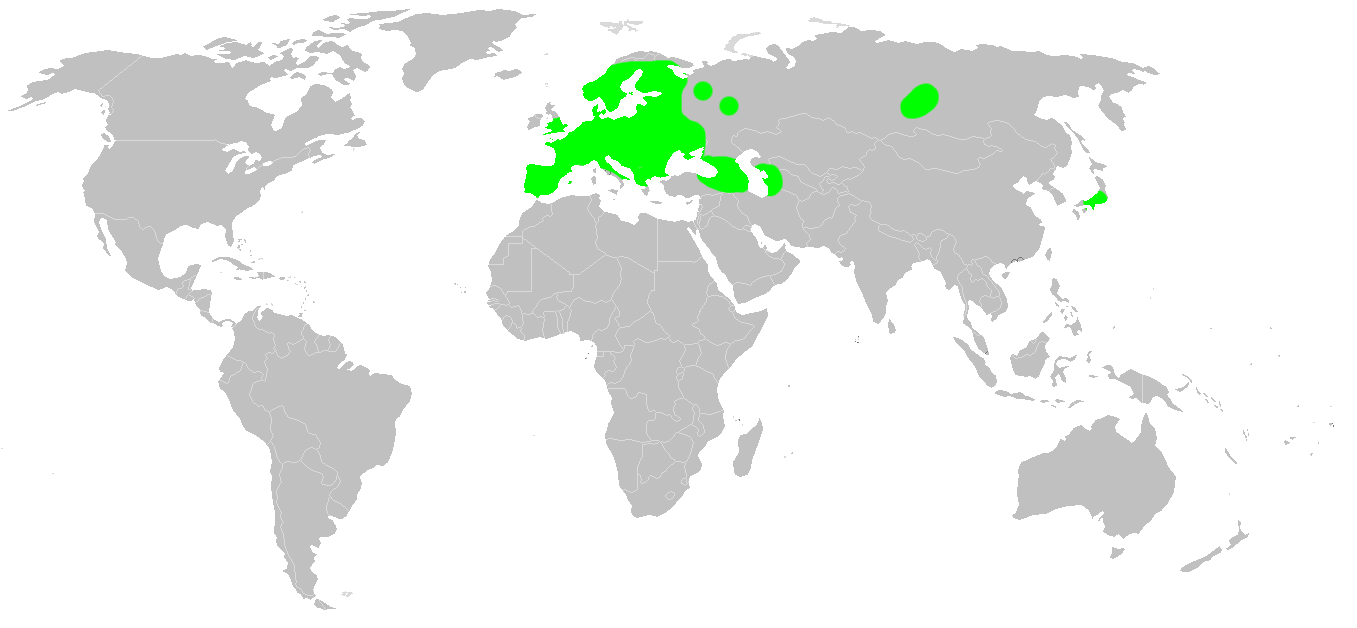